# Eli Elbaz
Eli Elbaz (in ebraico אלי אלבז‎?; Kiryat Bialik, 21 gennaio 1992) è un calciatore israeliano, attaccante dell'Ironi Modi'in.

## Palmarès

### Club

#### Competizioni nazionali
- Coppa Toto: 1

Hapoel Haifa: 2012-2013